# Calommata pichoni
Calommata pichoni SCHENKEL, 1963 è un ragno appartenente al genere Calommata della famiglia Atypidae.
Il nome deriva dall'aggettivo greco καλός, kalòs, che significa bello, e dal sostantivo greco ὄμμα, ὄμματος, omma, ommatos, cioè occhio, ad indicare la disposizione degli occhi e la loro minore compattezza. Da notare al riguardo che il plurale greco òmmata è stato poi latinizzato ed è quindi da considerarsi di genere femminile, non neutro plurale, sulla falsariga di Micrommata, come indicato in letteratura dall'aracnologo H. Don Cameron.
Il nome proprio deriva dal zoologo Pichon.

## Comportamento
Come tutti i ragni del genere Calommata, anche questa specie vive in un tubo setoso parallelo al terreno, per una ventina di centimetri circa seppellito e per altri 8 centimetri fuoriuscente. Il ragno resta in agguato sul fondo del tubo: quando una preda passa sulla parte esterna, le vibrazioni della tela setosa allertano il ragno che scatta e la trafigge, per poi rompere la sua stessa tela, portarsi la preda nella parte interna e cibarsene..

## Distribuzione
L'areale di rinvenimento di questa specie è legato ad alcune zone forestali della Cina.